# デリック・ターンボウ
デリック・ターンボウ（Thomas Derrick Turnbow , 1978年1月25日 - ）は、アメリカ合衆国テネシー州ユニオンシティ出身の元プロ野球選手（投手）。右投右打。

## 経歴
1997年のMLBドラフト5巡目（全体146位）でフィラデルフィア・フィリーズから指名され、入団。
1999年にルール・ファイブ・ドラフトでアナハイム・エンゼルスへ移籍。
2000年4月17日にメジャーデビュー。同年は24試合に登板した。
2001年から2002年はメジャーに昇格できずにいたが、2003年は11試合の登板で防御率0.59を記録。
アテネオリンピック野球アメリカ合衆国代表の合宿に参加。10月7日にドーピング検査が行われ、検査の結果、陽性となった。この結果に伴い、ターンボウは2年間、国際大会出場を禁止された。MLBの2004年から施行される罰則規定には違反１回目の選手に対しての罰則はなく、ターンボウの検査は2003年のため、対象外となった。
2004年シーズン終了後にウェーバー公示され、ミルウォーキー・ブルワーズへ移籍。
2005年4月24日にメジャー初セーブを記録し、2004年のダン・コルブの球団最多セーブ記録に並ぶ39セーブを記録。チームは13年ぶりに勝率5割を達成。
2006年はシーズン開幕前日の4月2日に3年総額650万ドルで契約延長。シーズンではオールスターゲーム初選出を果たした。後半戦は7月に4回連続でセーブ機会に失敗、7月の防御率は21.32と不振に陥り、中継ぎに配置転換された。
2007年は主に中継ぎとして自己最多の77試合に登板し、4勝5敗1セーブ33ホールド、防御率4.63という成績を残した。
2008年は8試合の登板に登板し、防御率15.63という成績で、5月1日にDFAとなった。マイナー契約でブルワーズに残留し、AAA級ナッシュビル・サウンズに所属したが、18試合、18イニングに登板して41四球、防御率10.50という乱調で、9月29日にFAとなった。
2009年1月にテキサス・レンジャーズとマイナー契約を結んだが、5月1日に自由契約となった。
2010年1月29日にフロリダ・マーリンズとマイナー契約を結び、スプリングトレーニングに招待選手として参加することになったが、3月17日に自由契約となった。肩の故障のため、この年限りで現役を引退した。

## 詳細情報

### 年度別投手成績
| 年 度     | 球 団     | 登 板 | 先 発 | 完 投 | 完 封 | 無 四 球 | 勝 利 | 敗 戦 | セ 丨 ブ | ホ 丨 ル ド | 勝 率 | 打 者 | 投 球 回 | 被 安 打 | 被 本 塁 打 | 与 四 球 | 敬 遠 | 与 死 球 | 奪 三 振 | 暴 投 | ボ 丨 ク | 失 点 | 自 責 点 | 防 御 率 | W H I P |
| --------- | --------- | ----- | ----- | ----- | ----- | -------- | ----- | ----- | -------- | ----------- | ----- | ----- | -------- | -------- | ----------- | -------- | ----- | -------- | -------- | ----- | -------- | ----- | -------- | -------- | ------- |
| 2000      | ANA       | 24    | 1     | 0     | 0     | 0        | 0     | 0     | 0        | 1           | ----  | 181   | 38.0     | 36       | 7           | 36       | 0     | 2        | 25       | 3     | 1        | 21    | 20       | 4.74     | 1.89    |
| 2003      | ANA       | 11    | 0     | 0     | 0     | 0        | 2     | 0     | 0        | 0           | 1.000 | 53    | 15.1     | 7        | 0           | 3        | 0     | 0        | 15       | 0     | 0        | 1     | 1        | 0.59     | 0.65    |
| 2004      | ANA       | 4     | 0     | 0     | 0     | 0        | 0     | 0     | 0        | 0           | ----  | 26    | 6.1      | 2        | 0           | 7        | 0     | 0        | 3        | 0     | 0        | 0     | 0        | 0.00     | 1.42    |
| 2005      | MIL       | 69    | 0     | 0     | 0     | 0        | 7     | 1     | 39       | 2           | .875  | 271   | 67.1     | 49       | 5           | 24       | 2     | 1        | 64       | 9     | 0        | 15    | 13       | 1.74     | 1.08    |
| 2006      | MIL       | 64    | 0     | 0     | 0     | 0        | 4     | 9     | 24       | 4           | .308  | 266   | 56.1     | 56       | 8           | 39       | 2     | 4        | 69       | 6     | 1        | 51    | 43       | 6.87     | 1.69    |
| 2007      | MIL       | 77    | 0     | 0     | 0     | 0        | 4     | 5     | 1        | 33          | .444  | 292   | 68.0     | 44       | 4           | 46       | 0     | 2        | 84       | 7     | 0        | 36    | 35       | 4.63     | 1.32    |
| 2008      | MIL       | 8     | 0     | 0     | 0     | 0        | 0     | 1     | 1        | 0           | .000  | 44    | 6.1      | 12       | 1           | 13       | 1     | 1        | 5        | 0     | 0        | 11    | 11       | 15.63    | 3.95    |
| 通算：7年 | 通算：7年 | 257   | 1     | 0     | 0     | 0        | 17    | 16    | 65       | 40          | .515  | 1133  | 257.2    | 206      | 25          | 168      | 5     | 10       | 265      | 25    | 2        | 135   | 123      | 4.30     | 1.45    |

### 背番号
- 54（2000年 - 2004年）
- 59（2005年 - 2008年）